# Drapeau jaïn

Le drapeau jaïn.

Le Drapeau jaïn est utilisé pour représenter le jaïnisme. Les quatre traits du swatiska, la croix gammée, montrent les quatre destinées des êtres suivants, à savoir: l'humain, l'animal, les êtres des cieux, les êtres des enfers. Les trois points au-dessus du swatiska sont les Trois Joyaux qu'il faut suivre pour atteindre la libération, le moksha : la foi juste, la connaissance juste et la conduite juste. Le croissant de lune est le symbole de la demeure des esprits libérés, les siddhas, tandis que le point au-dessus matérialise ces esprits ayant atteint l'illumination.
Deux théories existent pour les quatre couleurs :
- elles manifestent les Maîtres éveillés : les Tirthankaras qui ont tous une couleur de rattachement
- elles sont l'image de la hiérarchie jaïne : de bas en haut, les saddhus (les moines-ascètes), les Upadhyayas (les professeurs), les Arihantas (les êtres non-attachés), les Acharyas (les chefs d'ordre religieux) et les Siddhas (les libérés) ; le blanc, la couleur centrale, étant l'état de paix que tout un chacun doit avoir.